# Santo Domingo de Guzmán (Badajoz)
Santo Domingo de Guzmán (São Domingos de Gusmão en portugués) es una pedanía del municipio español de Olivenza, perteneciente a la provincia de Badajoz (comunidad autónoma de Extremadura).

## Situación
Está situada entre Olivenza y Alconchel, a 5 km de la primera, junto a la carretera EX-107.

## Historia
A la caída del Antiguo Régimen la localidad se constituye en municipio constitucional en la región de Extremadura. Desde 1834 quedó integrado en el Partido judicial de Olivenza.

## Patrimonio
Iglesia parroquial católica bajo la advocación de Santo Domingo de Guzmán, en la Archidiócesis de Mérida-Badajoz.

## Población
En la actualidad cuenta con una población de 16 habitantes (INE 2013), siendo la pedanía más pequeña del municipio.